# الورم العصبي الليفي من النوع الثاني
الورم العصبي الليفي من النوع الثاني (بالإنجليزية: Neurofibromatosis type II (NF-2))‏ أو يسمى أيضا متلازمة ميسم (MISME Syndrome).هو مرض وراثي. والمظهر الرئيسي لهذا المرض هو تطوير متماثل، وأورام غير خبيثة في الدماغ في منطقة العصب القحفي الثامن، والذي هو «العصب السمعي-الدهليزي» الذي ينقل المعلومات الحسية من الأذن الداخلية إلى الدماغ. معظم الأشخاص المصابين بهذا الشرط يواجهون مشاكل بصرية. ويتسبب NF الثاني عن طريق الطفرات في جين «ميرلين»،  الذي يبدو، أنه يؤثر على شكل وحركة الخلايا. تتكون العلاجات الرئيسية لإزالة الأعصاب من الأورام والعلاج الجراحي للآفات العين. ليس لديها أي اضطراب الكامنة العلاج ويرجع ذلك إلى وظيفة الخلية الناجمة عن طفرة جينية.
يقع جين النوع الثاني على الكروموسوم 22، التي تنتج بروتين يسمى ميرلين. وتحور الجين النوع الثاني يسبب فقدان الميرلين، الأمر الذي يؤدي أيضا إلى نمو الخلايا غير المنضبط.

## الأعراض
يعد الورم العصبي الليفي من النوع الثاني؟, أقل شيوعاً بكثير من النوع الأول NF1. وعلاماته وأعراضه تحدث عادة نتيجة تطوير ورم شفاني الدهليزي المعروف أيضاً باسم ورم عصبي صوتي في كلتا الأذنين. هذه الأورام الحميدة تنمو في العصب الذي ينقل الصوت ومعلومات التوازن من الأذن الداخلية إلى الدماغ (العصب القحفي الثامن). وتظهر العلامات والأعراض عادة في سن المراهقة المتأخرة وفي وقت مبكر من سنوات النضوج، وتشمل:
فقدان السمع التدريجي، طنين في الأذنين، توازن غير دقيق.
في بعض الحالات، يمكن أن يؤدي النوع الثاني NF2 إلى نمو في أعصاب أخرى في الجسم، بما في ذلك في القحفية، والبصرية، والشوكية والأعصاب الطرفية. قد يرتبط بها من علامات وأعراض منها: إعتام عدسة العين، خدر وضعف في الذراعين أو الساقين.
هذه الأورام حميدة وليست خبيثة ويمكن علاجها بالإشعاع أو الجراحة. وهناك نوعان من التليف العصبي النوع الثاني (nf2):
1-ويشارت (وهو نوع شديد يصيب به الفرد في مرحلة الطفولة) وله مضاعفات أكثر خطورة مع ظهور أورام أخرى في الحبل الشوكي والدماغ.
2-غاردن (وهو يظهر بعد سن 30) وهو بطيء جداً ومضاعفاتها قليلة وهي تشمل ورم عصب السمع الثنائي فقط) ونادراً ما تظهر معه أورام أخرى في الحبل الشوكي أو الدماغ.

## التصنيف
الورم العصبي الليفي من النمط الثاني اضطراب وراثي تنتقل الإصابة به بالوراثة الجسدية السائدة.
يوجد نوعان من الورم العصبي الليفي من النمط الثاني:
- يتميز النمط الظاهري المسمى ويشارت بآفات دماغية وشوكية متعددة عند أشخاص تقل أعمارهم عن 20 عامًا وتتطور الأورام بشكل سريع.
- يُعتَقد أن الأشخاص الذين يعانون من الورم العصبي الليفي من النمط الثاني الذين يصابون بأورام مركزية وحيدة بطيئة التقدم بعد سن العشرين لديهم النمط الظاهري فيلينغ غاردنر.

## الأسباب
يحدث الورم العصبي الليفي من النمط الثاني بسبب طفرات معطِلة في جين الورم العصبي الليفي من النمط الثاني الموجود في الموقع 12.2 على الذراع الطويل للصبغي 22. تتنوع الطفرات التي تصيب الجين وتشمل تعديلات اقتطاع البروتين (طفرات انزياح الإطار أو الحذف أو الغرز أو الطفرات الهُرائيّة)، وطفرات موقع الوصل، والطفرات المغلِطة وغيرها. تترافق طفرات الحذف في المجال النهائي إن إتش 2 من بروتينات ميرلين مع بداية مُبكرة للورم ومآل سيئ. وتترافق طفرات اقتطاع البروتين بالنمط الظاهري الأكثر شدة. ورغم وجود طيف سريري واسع، فإن كل المصابين بالورم العصبي الليفي من النمط الثاني المفحوصين لديهم طفرة ما في نفس الجين الموجود على الصبغي 22. وبالنظر إلى الإحصائيات، يُعتقد أن نصف الحالات موروثة، والنصف الآخر ناتج عن طفرات مُحدَثة.

## الإمراضية
يحدث الورم العصبي الليفي من النمط الثاني بسبب عيب في الجين الذي يسمح بإنتاج مادة تدعى ميرلين أو شوانومين، ويوجد على الصبغي 22 في الحزمة 11-13.1 على الذراع الطويل. اكتُشف الميرلين في البداية بوصفه بروتينًا هيكليًا ينظم الهيكل الخلوي للأكتين. وعُرف لاحقًا دور الميرلين المثبط للأورام. ينظم الميرلين الكثير من سلاسل الإشارات التكاثرية مثل إشارات مستقبلات التيروزين كيناز، وإشارات الكينازات المفعلة بّي 21، وإشارات راس، وسلسلة إم إي كي-إي آر كي، وسلسلة إم إس تي-واي إيه بّي. في الخلية الطبيعية، يُضبَط تركيز الميرلين المنشَط (منزوع الفوسفات) من خلال عمليات مثل التصاق الخلايا (والتي تنبّه إلى الحاجة إلى كبح انقسام الخلية). تبيّن أن الميرلين يثبط راك1 وهو أمر حاسم في حركية الخلية والغزو الورمي. وُصف تفاعل يجري بين الميرلين والسيكلين دي. ومن المعروف أن نقص الميرلين يؤدي إلى تكاثر غير مضبوط للخلية بسبب غياب الكبح الورمي بالاتصال الخلوي، والسبب الرئيسي في ذلك تخريب الوصل بين الخلايا بما يكفي لتشكل الأورام المميزة للورم العصبي الليفي من النوع الثاني.

## وصلات اضافية
- General: http://www.neuroguide.com/
- GeneReview/NCBI/NIH/UW entry on Neurofibromatosis 2
- Society for Neuroscience
- Description of surgical management: Acoustic Neuroma Patient Archive
- Research/Advocacy: Advocure
- Information about auditory brainstem implants: House Ear Institute
- Research/Advocacy: Children's Tumor Foundation: Ending Neurofibromatosis Through Research Website
- NF KONTAKT.be (a nonprofit organization providing information and resources for families, Schools and Health Care workers dealing with NF1, NF2, and tumour-related neurofibromatosis in Belgium and providing awareness and support of Neurofibromatosis in Europe)